# 儒格SR-556半自動步槍
儒格SR-556／AR-556（英語：Ruger SR-556 / AR-556）是一系列由美国槍械公司斯特姆–儒格公司（Sturm Ruger）所生產的AR-15樣式半自動步槍，可同時發射民用型的.223雷明登和相似高的5.56×45毫米北約口徑步枪子彈。
該步槍於2009年推出其.223雷明登／5.56×45毫米北約型，然後於2013年推出其.308溫徹斯特的AR-10衍生型號，當時命名為儒格SR-762。它是21世紀當中採用了導氣活塞操作（SR-556）的多種AR-15樣式步槍之一。2016年1月，儒格停產了所有原來SR-556步槍，並且推出了裝有輕量化KeyMod護木的新型可分解式型號。

## 概述
該步槍具有“兩段”式活塞機構，與AR-15的標準型直噴氣動式系統不同。燃氣導流是由四段式調節器所控制。多個關鍵零部件，例如短行程導氣活塞、氣體調節器和槍栓／機框組件都經過鍍鉻表面處理。槍栓機框附有整體式鎖耳，取代了AR-15的導氣鍵。裝上的消焰器樣式類似於儒格AC-556和Mini-14GB所裝的。
該5.56毫米口徑步槍包括眾多其他生產商的零部件，例如特洛伊工業導軌化護木和參孫折疊式機械瞄具、霍格（英語：Hogue）橡膠製手槍握把以及三個馬格普PMAG 30發STANAG彈匣。而7.62衍生型則是使用SR-25模式彈匣。SR-556SC附有三個10發彈匣，無消焰器或伸縮式槍托，這樣使得其在某些州都能符合其步槍限制法。槍管長度為409（16.12英寸），內膛鍍鉻，具有六條右旋膛線，纏度為1：230（9英寸）。2010年8月，儒格宣佈提供該步槍的6.8×43毫米雷明登SPC口徑版本。
儒格推出SR-556的價格高達＄2,000，但亦因而遭到了一些批評。儒格的產品通常是以價格實惠而聞名，但SR-556在本質上卻是常規的AR-15——儘管具有不同之處，仍然具有較為複雜的操作系統——而非用作如史密斯威森M&P15運動型和運動II型步槍那樣廉價（＄739.00）的替代型，儘管原始的運動型廉價當中的代價是移除了复进助推器系統和防塵蓋。而且SR-556因重量要比其他的AR-15沉重而受到批評。為了解決了這些缺點，儒格推出了更為輕便、更為便宜的SR-556E步槍。

## 儒格AR-556
2014年9月，儒格推出了AR-556，這是一種利用傳統直噴氣動式槍機操作的衍生型，旨在與其他廠商的入門級AR-15作競爭。
它的生產亦是為了與其他AR-15型號，包括史密斯威森M&P15運動型競爭。為此，亦有一部份預設裝有馬格普工業公司出品的「原創器材」（Magpul Original Equipment，MOE）系列部件產品。 
2019年3月，該公司宣布了裝有10.5英寸槍管和SB戰術穩定握持器的「手槍」版本。

## 儒格SR-556衍生型
- SR-556FB
- SR-556SC
- SR-556C
- SR-556CLA
- SR-556E
- SR-556ESC
- SR-556VT
- SR-556／6.8, 6.8 SPC
- SR-556TD

## 圖集

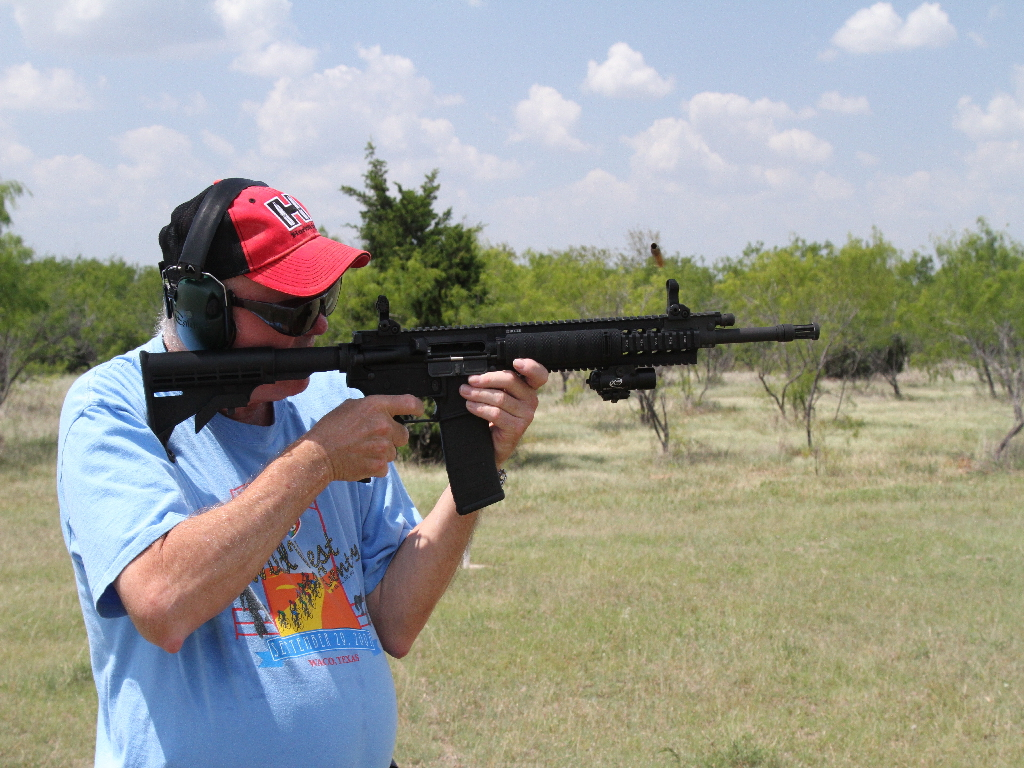
使用儒格SR-556射擊
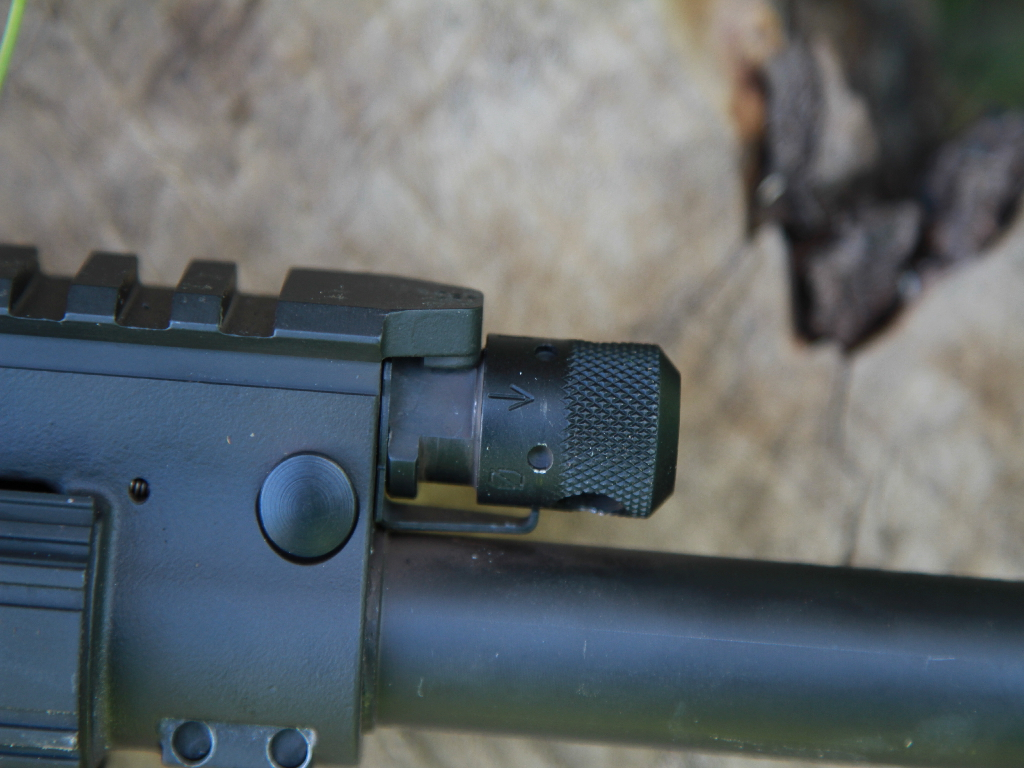
儒格SR-556活塞式步槍以上的可調節式導氣箍
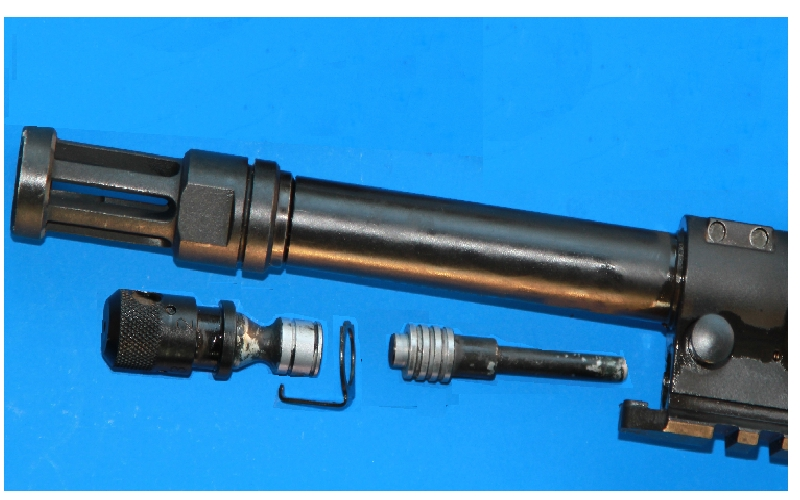
儒格SR-556氣動系統的組成部分
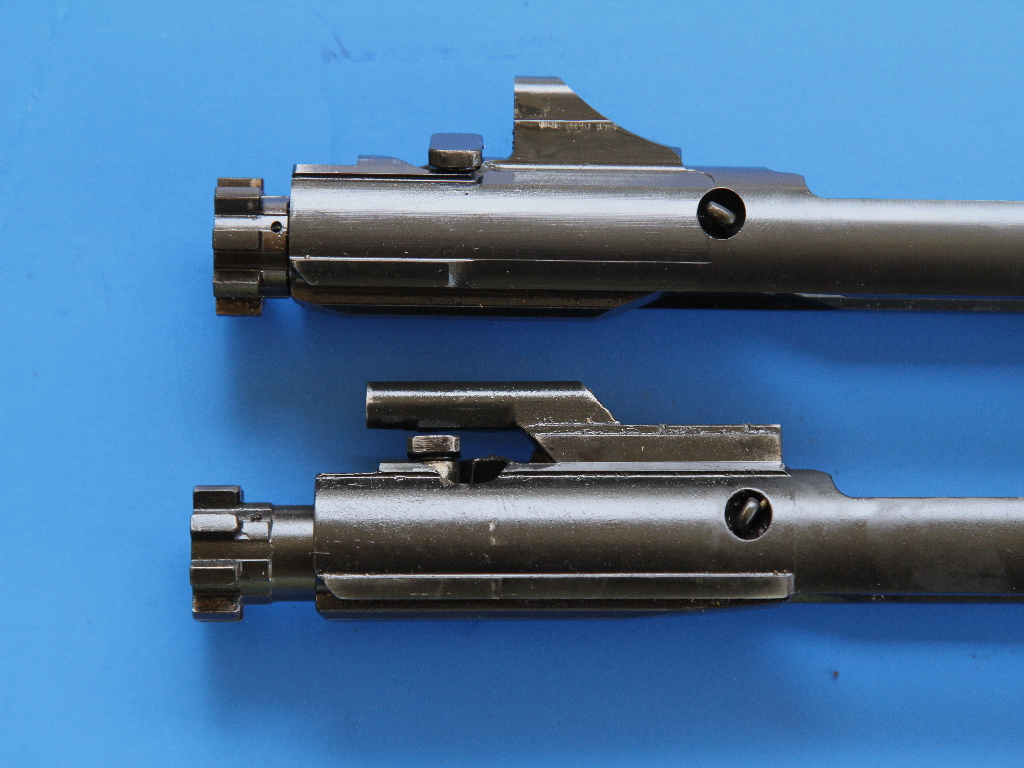
頂部—儒格SR-556氣動活塞式步槍的槍栓和機框 底部—直噴氣動式AR-15步槍的槍栓和機框
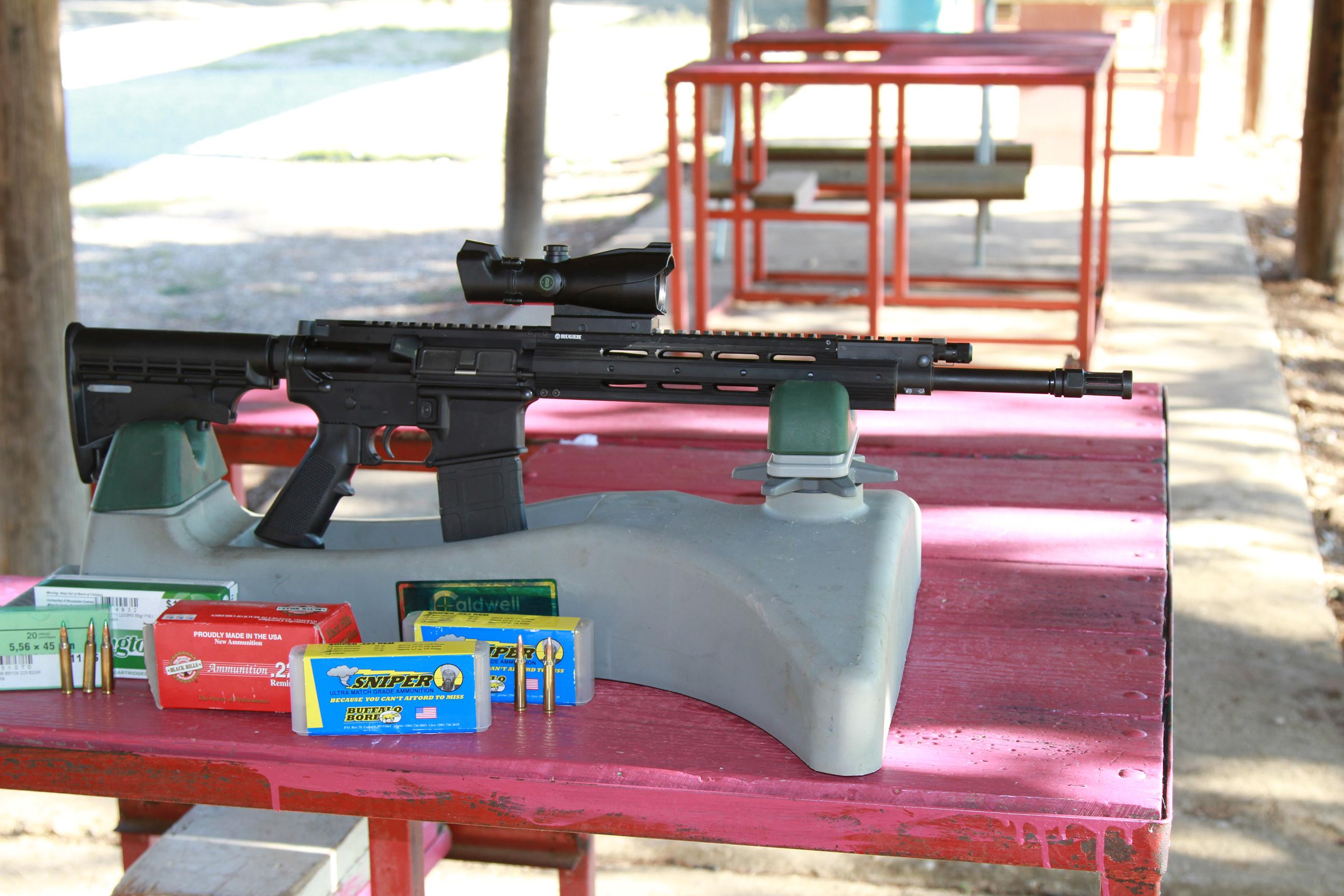
裝有Bushnell紅點鏡的SR-556E
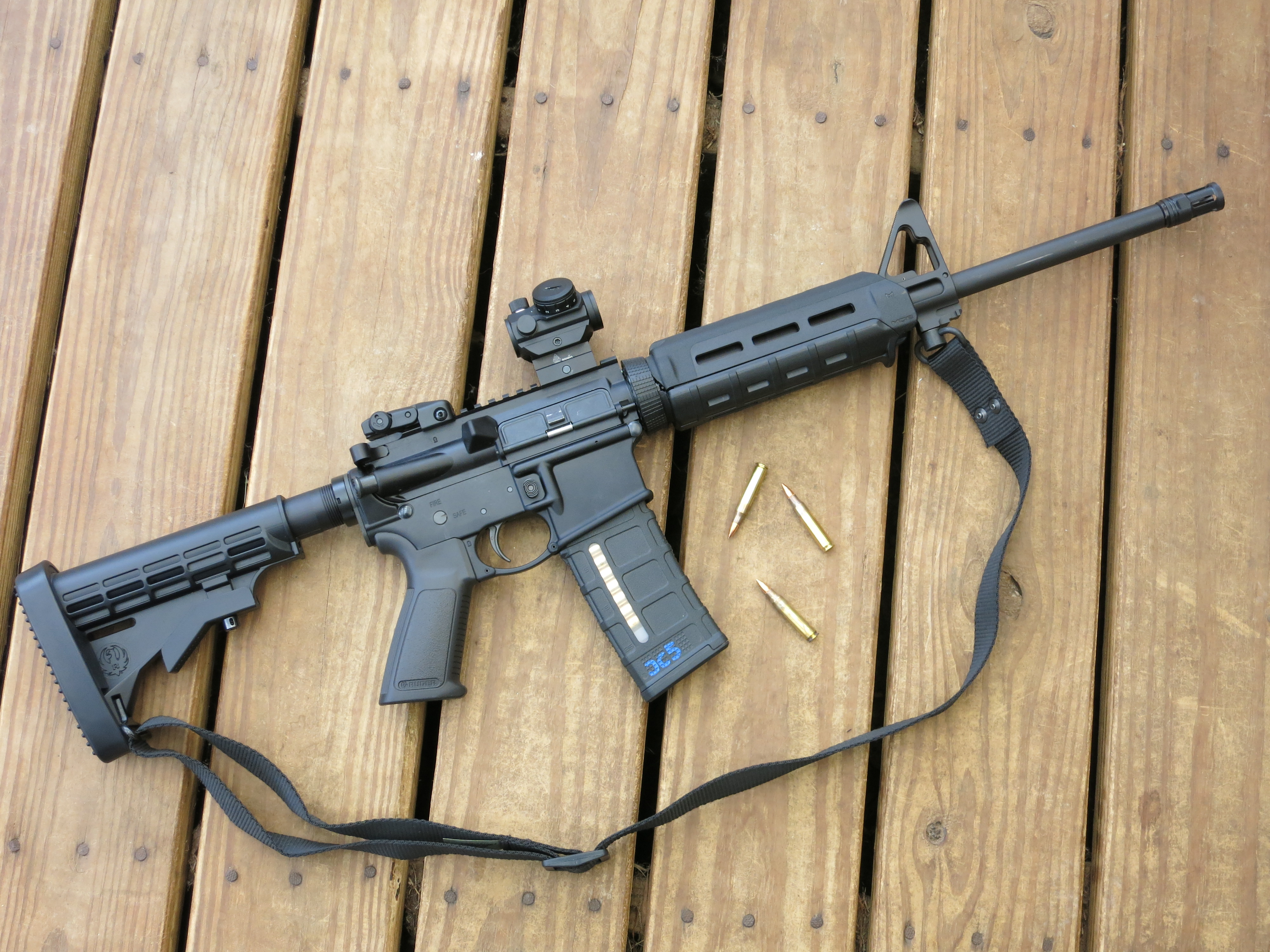
裝有馬格普原創器材（MOE）系列部件的AR-556（右側）
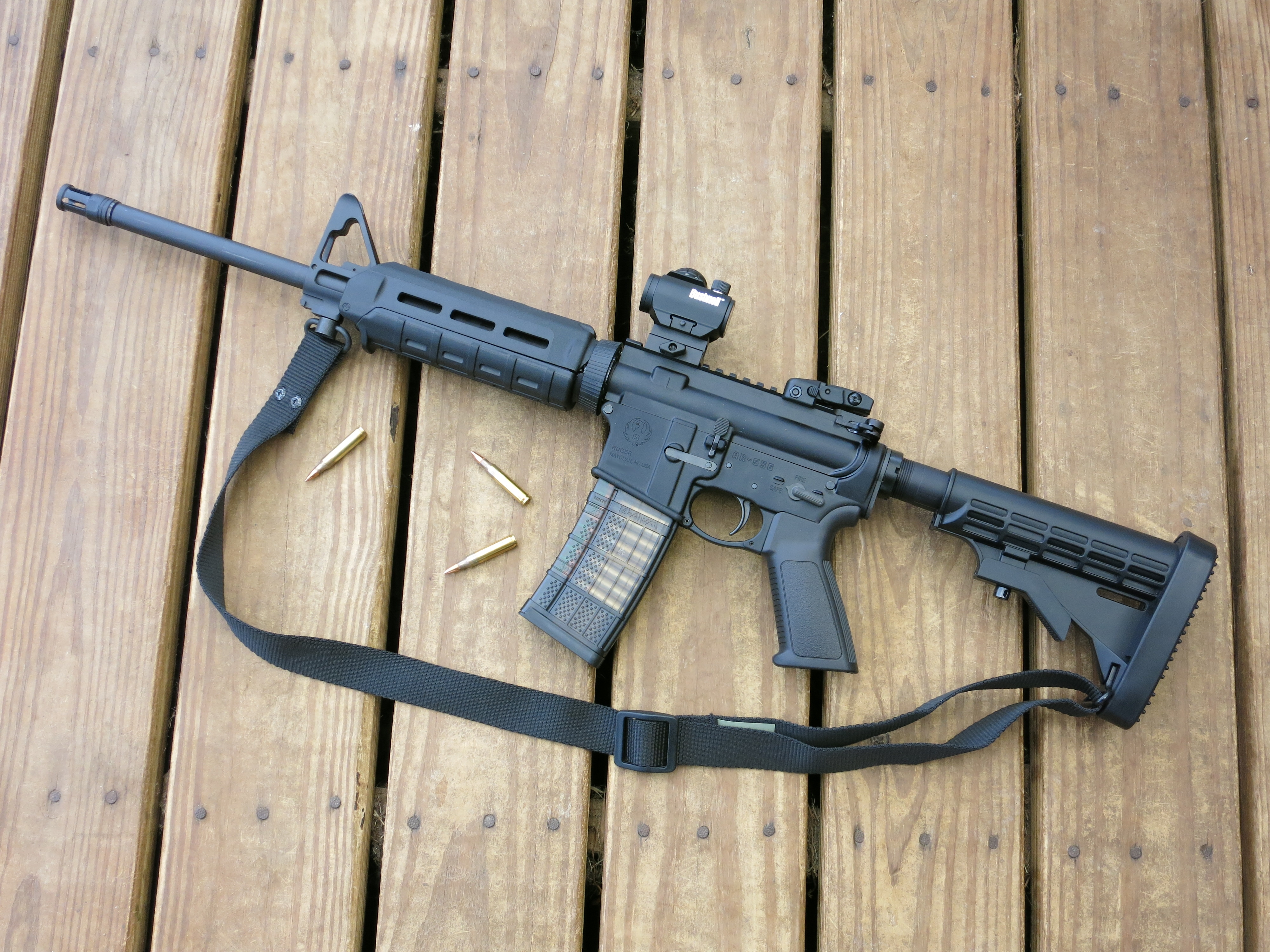
同上（左側）

## 資料來源
1. 1 2 3 4 5  . Sturm, Ruger, and Co., Inc.   [9 December 2012]. （原始内容存档于2013-01-15）.
2. 1 2  Gilbert, Glenn M., Ruger's SR-556: Ready To Run, Right Out Of The Box （页面存档备份，存于）, American Rifleman, October 2009
3. ↑  Sweeney, Patrick. . . Gun Digest Books. 2010: 131. ISBN 978-1-4402-1376-2.
4. ↑  . www.gunblast.com.   [17 April 2018]. （原始内容存档于2020-10-21）.
5. ↑  Cumpston, Mike. . Guns. Vol. 51 no. 12: 56.

## 外部連結
- （英文）—Ruger Official Site
- （英文）—Ruger AR-556 official site （页面存档备份，存于）
- （英文）—Gunblast Article （页面存档备份，存于）
- （简体中文）—D Boy Gun World（槍炮世界）—SR-556突击步枪 （页面存档备份，存于）